# Solv

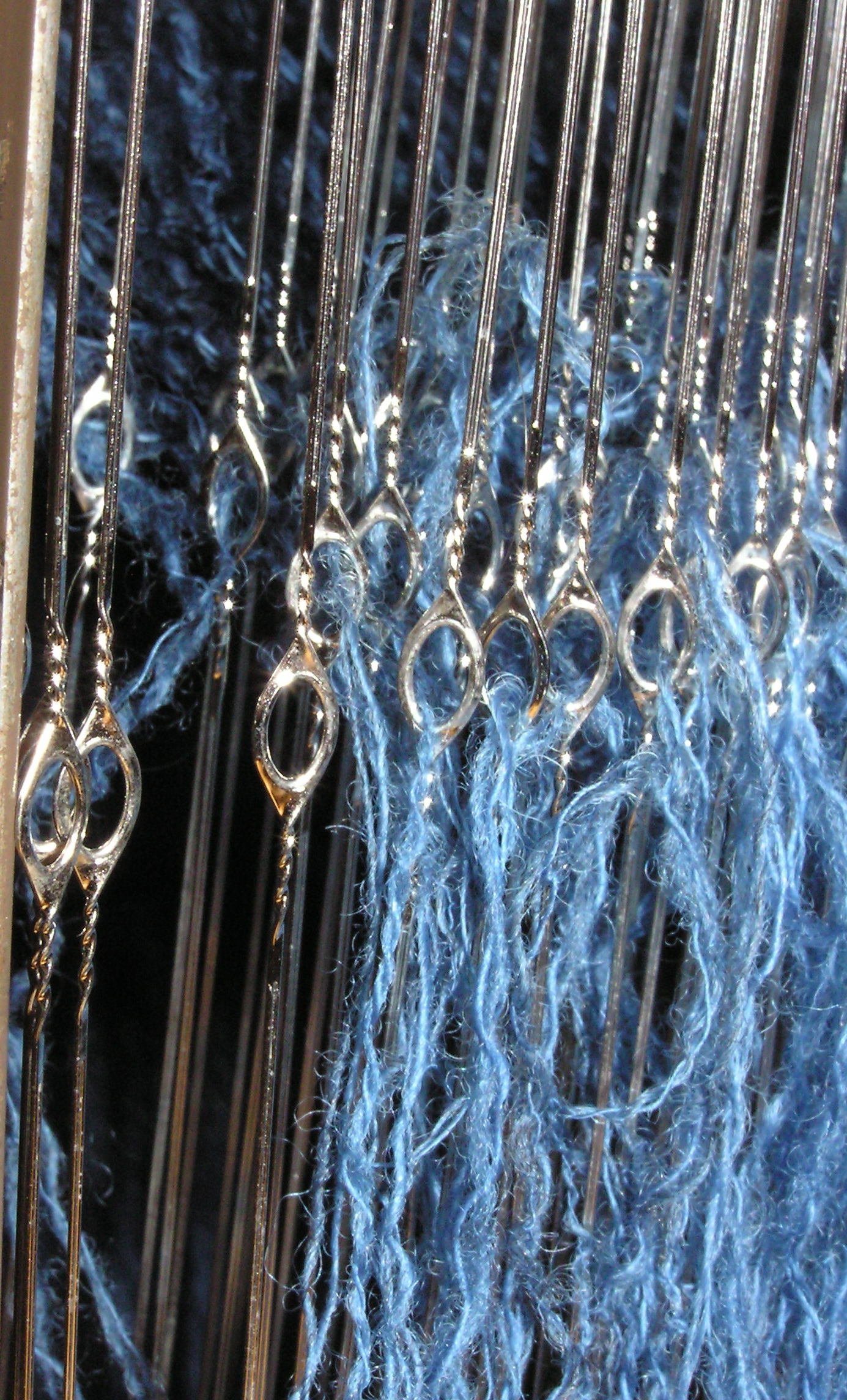
Mer än 10 solv av metalltråd. I den främre raden syns ungefär 9 ögon.

Ett solv är en anordning som är till för att reglera höjden på en varptråd i en vävstol. Det består av en eller två trådar som löper lodrätt och har ett litet hål (ögat) ungefär mitt på. Den varptråd som ska höjas och sänkas av solvet löper genom ögat. Varptråden höjs genom att solvet dras uppåt, vanligen av en skaftkäpp. På motsvarande sätt kan varptråden dras nedåt av en nedre skaftkäpp.
Solv är två parallella trådar som träs på de övre och nedre solvskaften på en vävstol. Mitt på solvet finns ett öga, som åstadkoms genom att en knut knyts i ögats övre kant och en knut i ögats nedre kant. På plastsolven är knutarna ersatta med en annan metod att åstadkomma ögat. Solv av metalltråd förekommer i jacquardvävstolar och elektriska vävstolar för mekanisk och industriell vävning.
Solv har i långa tider gjorts av det slags bomullsgarn som används till att väva mattor av mattrasor, men idag gör nylonsolven sitt intåg i vävstolarna allt mer. Framför allt för att de är lättare att solva, det vill säga deras ögon är lättare att trä varptråden genom.
För damast och upphämta används två andra slags solv, se Damastvävstol.
Solva är det arbetsmoment under uppsättning av varp i en vävstol då varpen träs genom solven.
Solven sitter på solvskaft som hängs upp i vävstolen med nickepinnar och förbinds via det nedre solvskaftet till tramporna via lattor eller direkt med snören. Den inbördes ordning som varptrådarna träs genom solv på respektive skaft avgör vilken vävteknik som tillämpas.
Solv som inte behövs för den aktuella uppsättningen tas bort för att minimera risken att de glider iväg och orsakar snedställda solvskaft och därmed dåligt skäl. När överblivna solv är borttagna förankras solven på sitt solvskaft genom att en tråd spänns från den ena änden av skaftet till den andra, på både övre och nedre solvskaft.
När hela uppsättningen är klar, inklusive framknytning, ska varpen löpa horisontellt genom mitten eller nedre delen av solvögat.
Ordets härkomst kan troligen spåras till latinets solvo som betyder upplösning, och genom solvningen särar man på varptrådarna så att de kan få det rörelsemönster i förhållande till varandra som vävtekniken fordrar.

## Öga
Öga kallas den ögla genom vilken varptråden är trädd i en vävstol. Öglan är en del av solvet.

## Galleri

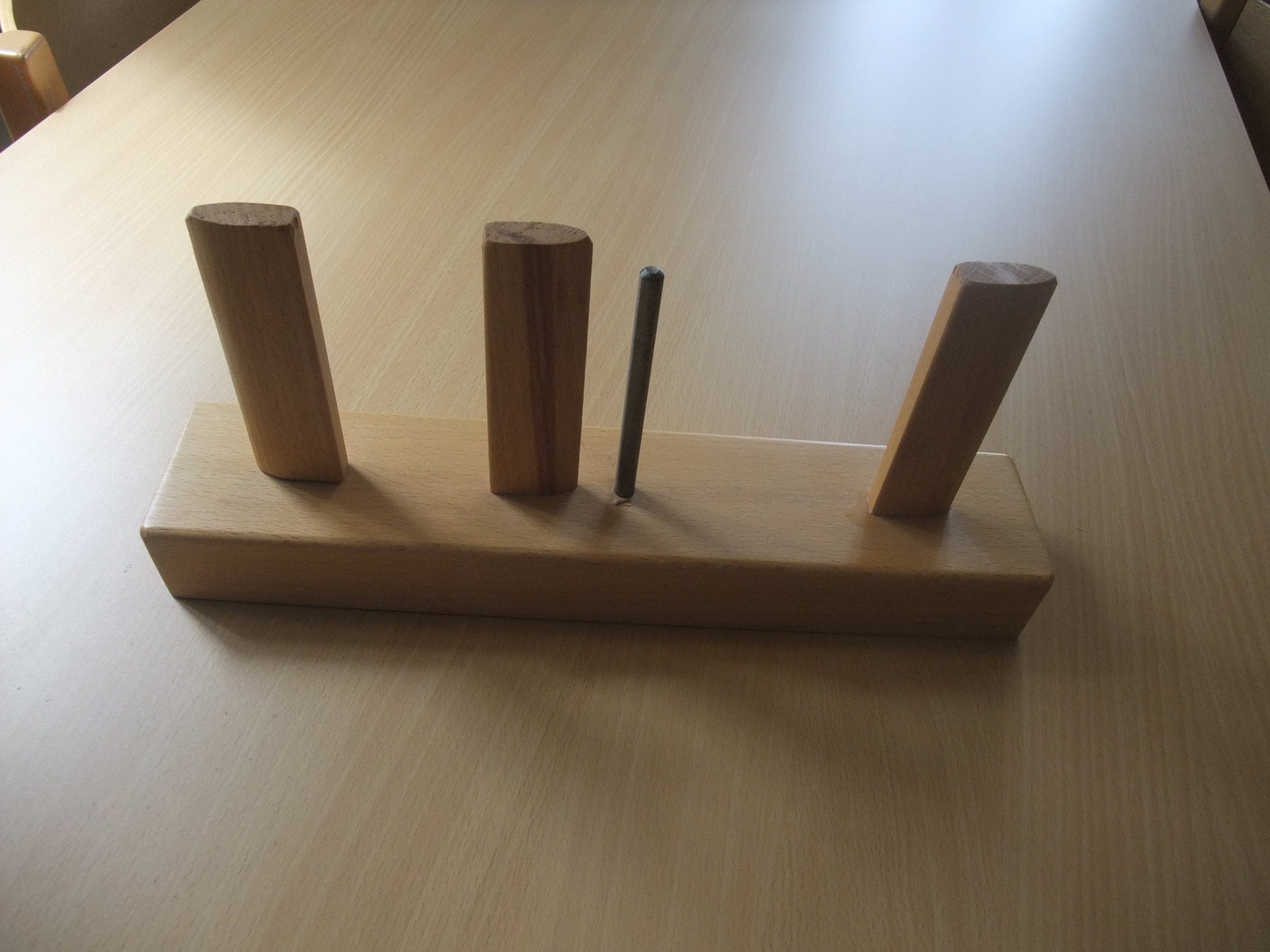
Solvstock, används till att knyta nya bomullssolv på.
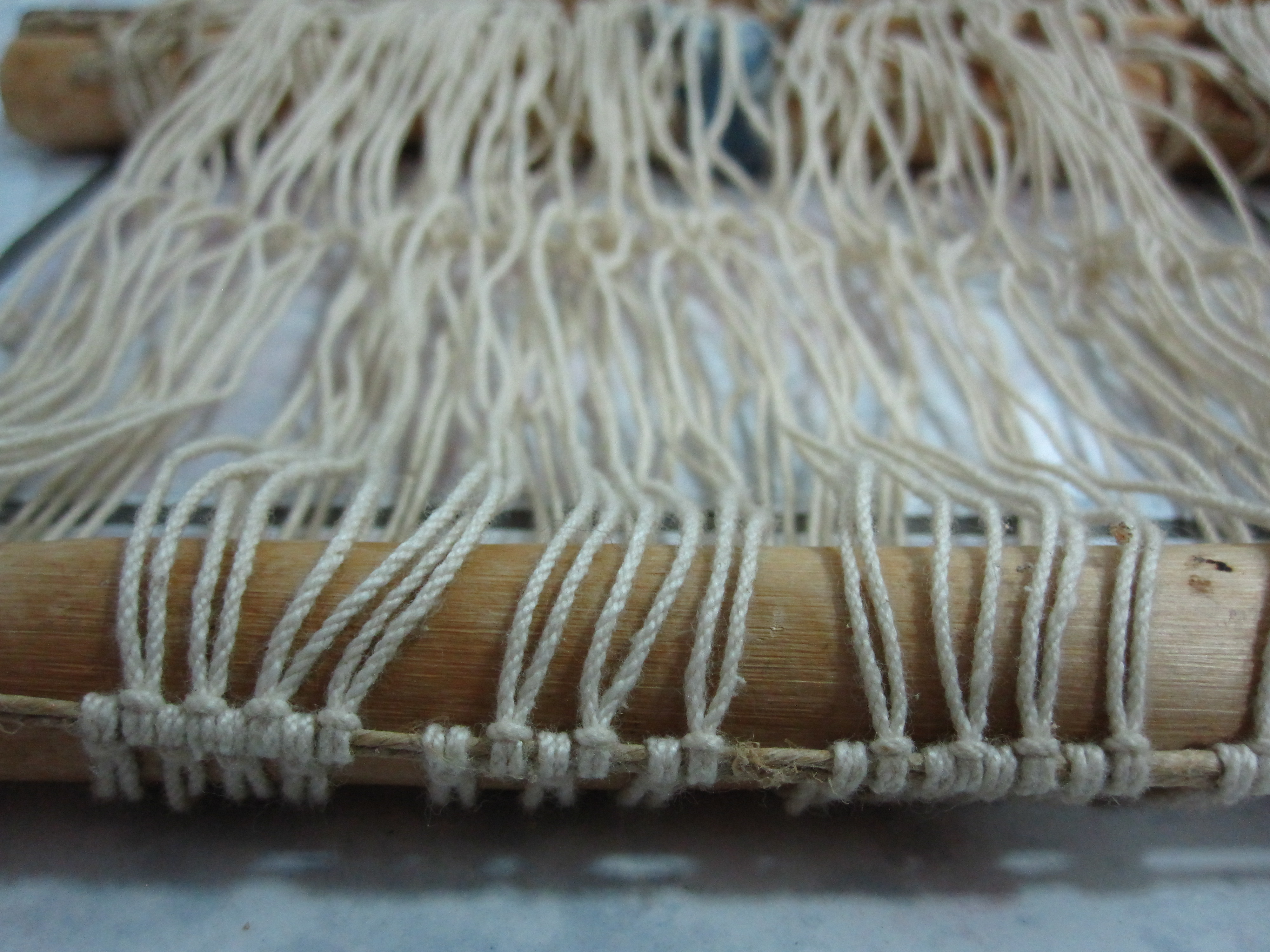
bomullssolv
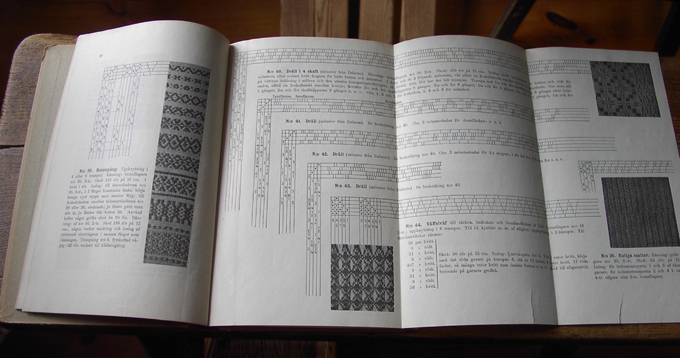
Solvnotorna har trots allt inte förändrats nämnvärt de senaste hundra åren.